# Liste der Inseln in Gambia
Dies ist eine Liste der Inseln in Gambia.
Dabei sind alle Inseln auf dem Staatsgebiet von Gambia aufgelistet. Bis auf die Inselgruppe Bijol Islands sind alle Binneninseln im Fluss Gambia oder befinden sind in dessen Mündung (Ästuar) zum Atlantischen Ozean. Die Inseln sind nach ihrer Reihenfolge im Gambia-Fluss aufgelistet – vom Oberlauf bis zum Atlantik.
| Nr                           | Name                                       | Region | Bemerkung |
| ---------------------------- | ------------------------------------------ | ------ | --- |
| 1                            | Janjanbureh Island                         | CRR    | Eine der größeren Inseln im Fluss, auf der der Ort Janjanbureh liegt. Früher war sie unter dem Namen MacCarthy Island bekannt.                              |
| 2                            | Pangon Island                              | CRR    | unbewohnt |
| 3                            | Sapu Island                                | CRR    | Kleine unbewohnte Insel, die unmittelbar vor den Kai Hai Islands liegt.                                                                                     |
| 4                            | Kai Hai Islands                            | CRR    | Eine größere Inselgruppe, die zum geringen Teil landwirtschaftlich genutzt wird.                                                                            |
| 5                            | Miniang Island                             | CRR    | Kleine unbewohnte Insel, die unmittelbar nach den Kai Hai Islands liegt.                                                                                    |
| 6                            | Brikama Island                             | CRR    | unbewohnt |
| 7                            | Baboon Islands                             | CRR    | Die 585 Hektar große Inselgruppe die den River Gambia National Park bildet. Öffentlich ist der Park nicht zugänglich, hier wurden Schimpansen ausgewildert. |
| 8                            | Bird Island                                | CRR    | unbewohnt |
| 9                            | Deer Island                                | CRR    | unbewohnt |
| 10                           | Pasari Island                              | CRR    | unbewohnt |
| 11                           | Pasul Island                               | CRR    | Mit dem kleinen Ort Kudang Tenda, zum geringen Teil landwirtschaftlich genutzt.                                                                             |
| 12                           | Ba Faraba Island                           | CRR    | unbewohnt |
| 13                           | Pappa Island                               | CRR    | unbewohnt |
| 14                           | Little Pappa Island                        | CRR    | unbewohnt |
| 15                           | Njubou Island                              | CRR    | unbewohnt |
| 16                           | Dankunku Island                            | CRR    | unbewohnt |
| 17                           | Elephant Island                            | LRR    | Eine der größeren Inseln im Fluss. Hier ungefähr beginnt die Brackwasserzone. Die Insel hat den Namen von den zahlreich zu findenden Flusspferden.          |
| Flussmündung in den Atlantik |                                            |        | |
| 18                           | Kunta Kinteh Island, bis 2011 James Island | NBR    | Mit den Ruinen von Fort James ist die Insel UNESCO-Welterbe                                                                                                 |
| 19                           | Sansankoto Island                          | WCR    | unbewohnt |
| 20                           | Pelican Island                             | NBR    | Kleine unbewohnte Insel unmittelbar am nördlichen Ufer des Gambias.                                                                                         |
| 21                           | Dog Island                                 | NBR    | Kleine unbewohnte Insel unmittelbar am nördlichen Ufer des Gambias.                                                                                         |
| 22                           | Lamin Island                               | GBA    | Insel im Mangrovenwald Tanbi Wetland Complex. |
| 23                           | Daranka Island                             | GBA    | Insel im Mangrovenwald Tanbi Wetland Complex. |
| 24                           | Chitabong Island                           | GBA    | Insel im Mangrovenwald Tanbi Wetland Complex. |
| 25                           | St. Mary’s Island                          | GBA    | Auf der Insel befindet sich Banjul, die Hauptstadt Gambias. Verbunden mit dem Festland ist die Insel mit der Denton Bridge.                                 |
| 26                           | Jinack Island                              | NBR    | Unmittelbar an der Küste gehört Jinack zum Niumi National Park.                                                                                             |
| Atlantik                     |                                            |        | |
| 27                           | Bijol Islands                              | WCR    | Die einzige Hochseeinselgruppe Gambias ist Teil des Tanji Bird Reserve.                                                                                     |